# 安岡駅
安岡駅（やすおかえき）は、山口県下関市安岡駅前一丁目にある、西日本旅客鉄道（JR西日本）山陰本線の駅である。

## 歴史
- 1914年（大正3年）4月22日：長州鉄道の駅として開設[1]。客貨取扱開始[2]。
- 1925年（大正14年）
  - 6月1日：長州鉄道線幡生以北国有化、鉄道省小串線（現・山陰本線）の駅となる。但し一車積特種扱貨物・貸切扱貨物は線内貨物物取扱駅間のみ取扱[3]。
  - 8月5日：同日より小串線外各駅相互間との一車積特種扱貨物・貸切扱い貨物を取扱[4]。
- 1933年（昭和8年）2月24日：小串線が山陰本線に編入、同線所属となる[5]。
- 1954年（昭和29年）3月31日：駅舎改築[6]。
- 1963年（昭和38年）2月1日：貨物取扱廃止[2]。
- 1984年（昭和59年）2月1日：荷物扱い廃止[2]。
- 1987年（昭和62年）4月1日：国鉄分割民営化に伴い、西日本旅客鉄道（JR西日本）の駅となる[2]。
- 1991年（平成3年）4月1日：：業務委託駅化（中国交通事業株式会社（現・JR西日本広島メンテック）受託）。
- 2005年（平成17年）4月1日：無人駅化。

## 駅構造
相対式ホーム2面2線を有する地上駅。駅舎は上りホーム側にあり、両ホームは小串寄りにある跨線橋で連絡する。駅舎側には旧貨物側線が残っており、時折保線車両留置に使用されている。貨物ホーム上には駐輪場が設置されている。以前は「さんべ」・「ながと」等の急行も停車していたが、1997年3月22日ダイヤ改正で当該区間を走行する急行が全廃されたため、それ以降は普通列車のみ停車する。
下関駅管理の無人駅。自動券売機が設置されている。

### のりば
| のりば | 路線      | 方向 | 行先                   |
| ------ | --------- | ---- | ---------------------- |
| 1      | ■山陰本線 | 上り | 小串・滝部・長門市方面 |
| 2      | ■山陰本線 | 下り | 下関方面               |

## 利用状況
1日の平均乗車人員は以下の通り。2023年の1日当たりの利用者数は1414人、年間利用客数は25万8738人である。
| 乗車人員推移 | 乗車人員推移 |
| 年度         | 1日平均人数  |
| ------------ | ------------ |
| 1999         | 1,319        |
| 2000         | 1,348        |
| 2001         | 1,234        |
| 2002         | 1,163        |
| 2003         | 1,175        |
| 2004         | 1,164        |
| 2005         | 1,066        |
| 2006         | 1,035        |
| 2007         | 1,038        |
| 2008         | 949          |
| 2009         | 886          |
| 2010         | 867          |
| 2011         | 858          |
| 2012         | 817          |
| 2013         | 797          |
| 2014         | 744          |
| 2015         | 782          |
| 2016         | 797          |
| 2017         | 782          |
| 2018         | 783          |
| 2019         | 773          |
| 2020         | 622          |
| 2021         | 633          |
| 2022         | 646          |
| 2023         | 707          |

## 駅周辺
- 下関市役所安岡支所
- 安岡郵便局
- 下関冨任郵便局
- 山口銀行 安岡支店
- 西中国信用金庫安岡支店
- 山口県立下関工科高等学校
- 下関市立安岡中学校
- 下関市立安岡小学校
- 下関北運動公園 - 下関球場、県立下関武道館
- アルク安岡店
- 国道191号
- 山口県道247号安岡港長府線
- 山口県道257号安岡停車場線

## 隣の駅
西日本旅客鉄道（JR西日本）
■山陰本線
福江駅 - 安岡駅 - 梶栗郷台地駅